# Acquigny
Acquigny est une commune française située dans le canton de Louviers, dans le département de l'Eure, en Normandie.

## Géographie

### Localisation

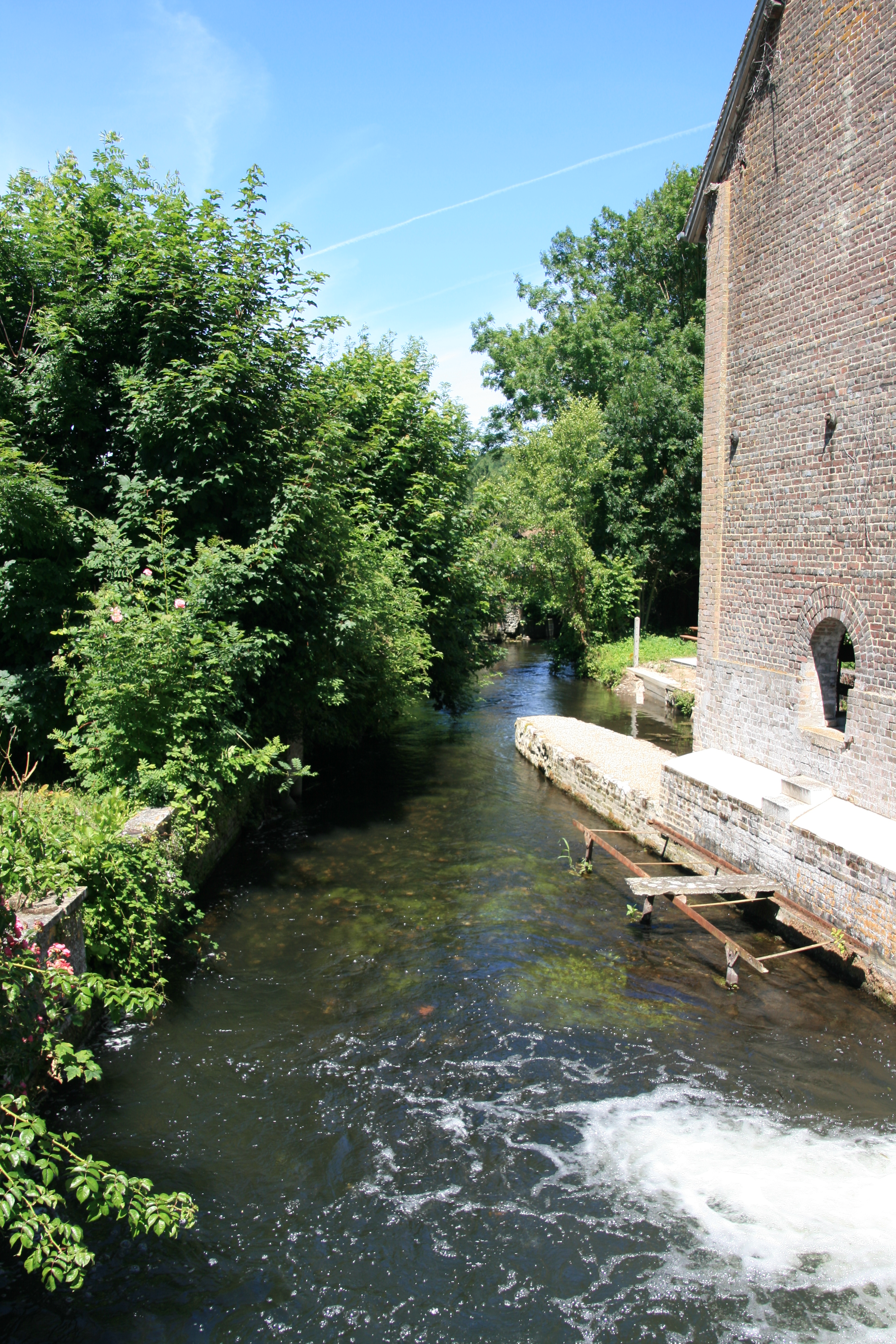
L'Iton, rue Aristide-Briand.

Acquigny est une commune du Centre-Est du département de l'Eure, localisée au sud de Louviers. Elle se situe au carrefour de plusieurs régions naturelles. Ainsi, les limites territoriales d'Acquigny dépassent largement les vallées (de l'Eure et de l'Iton, notamment) et s'étendent sur les plateaux alentour : plateau du Neubourg, plateau de Saint-André et plateau de Madrie. L'atlas des paysages de la Haute-Normandie inclut la commune dans une unité paysagère formée par la vallée de l'Eure et ne définit donc pas de région naturelle précise d'appartenance. L'Agreste, le service de la statistique et de la prospective du ministère de l'Agriculture, de l'Agroalimentaire et de la Forêt, la classe au sein de la campagne de Saint-André (en tant que région agricole). À vol d'oiseau, la commune est à 4,5 km au sud de Louviers, à 16,5 km au nord d'Évreux, à 24 km au nord-ouest de Vernon et à 30 km au sud de Rouen.
| Le Mesnil-Jourdain                     | Pinterville | Heudebouville            |
| Le Mesnil-Jourdain Amfreville-sur-Iton | Acquigny    | Fontaine-Bellenger Ailly |
|                                        | La Vacherie | Heudreville-sur-Eure     |

### Voies de communication et transports

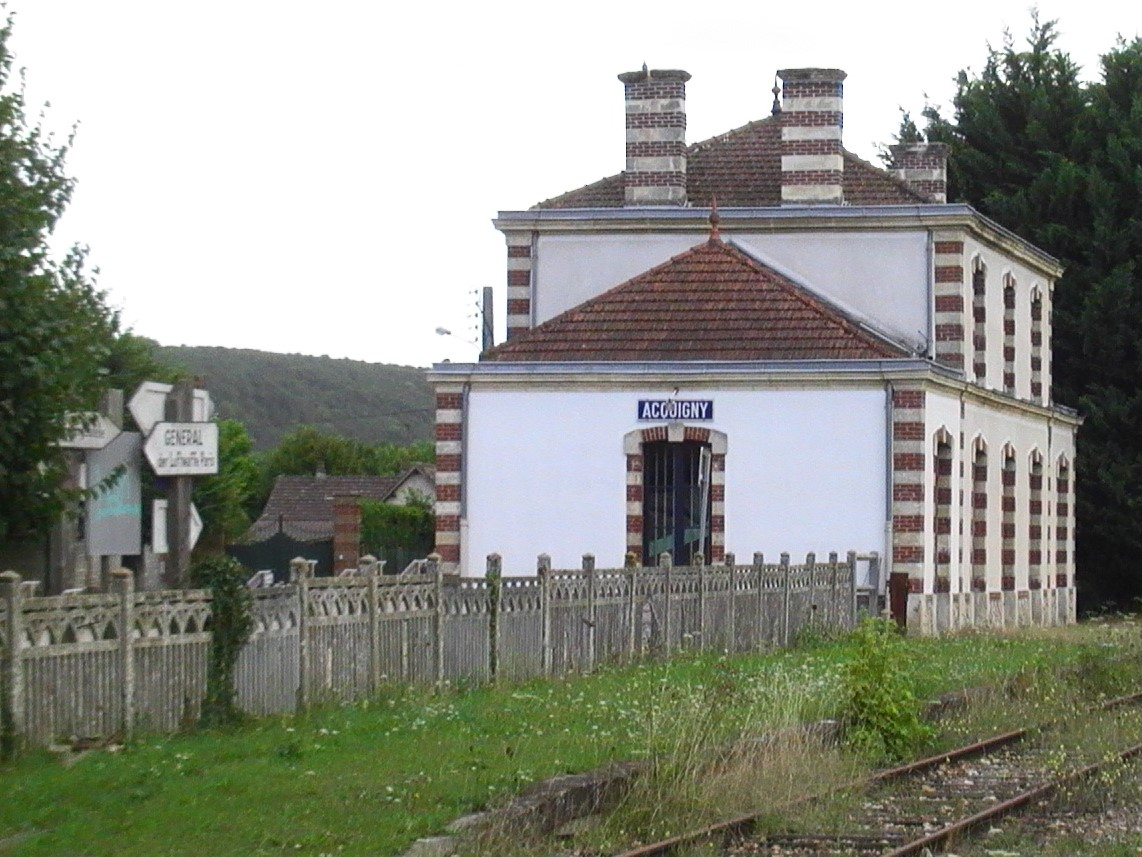
Ancien bâtiment voyageurs.

#### Transport ferroviaire
Acquigny fut desservie au moyen d'une gare de la ligne de Saint-Georges-Motel à Grand-Quevilly.

#### Transport urbain et interurbain
La commune est desservie par la ligne 390 Rouen-Évreux du réseau VTNI.

### Hydrographie
La commune est située dans le bassin Seine-Normandie. Elle est drainée par l'Eure, l'Iton, un bras de l'Iton, le cours d'eau 01 du Ravin de Becdal, l'Eure, l'Iton, le ruisseau des Courtieux et divers autres petits cours d'eau.
L'Eure, un canal, chenal et cours d'eau naturel non navigable d'une longueur de 229 km, prend sa source dans la commune de Longny les Villages et se jette  dans la Seine à Saint-Pierre-lès-Elbeuf, après avoir traversé 91 communes.Les caractéristiques hydrologiques de l'Eure sont données par la station hydrologique située sur la commune de Louviers. Le débit moyen mensuel est de 24,6 m3/s. Le débit moyen journalier maximum est de 135 m3/s, atteint lors de la crue du 29 mars 2001. Le débit instantané maximal est quant à lui de 137 m3/s, atteint le même jour.
L'Iton, d'une longueur de 132 km, prend sa source dans la commune de Mahéru et se jette  dans l'Eure sur la commune, après avoir traversé 39 communes.

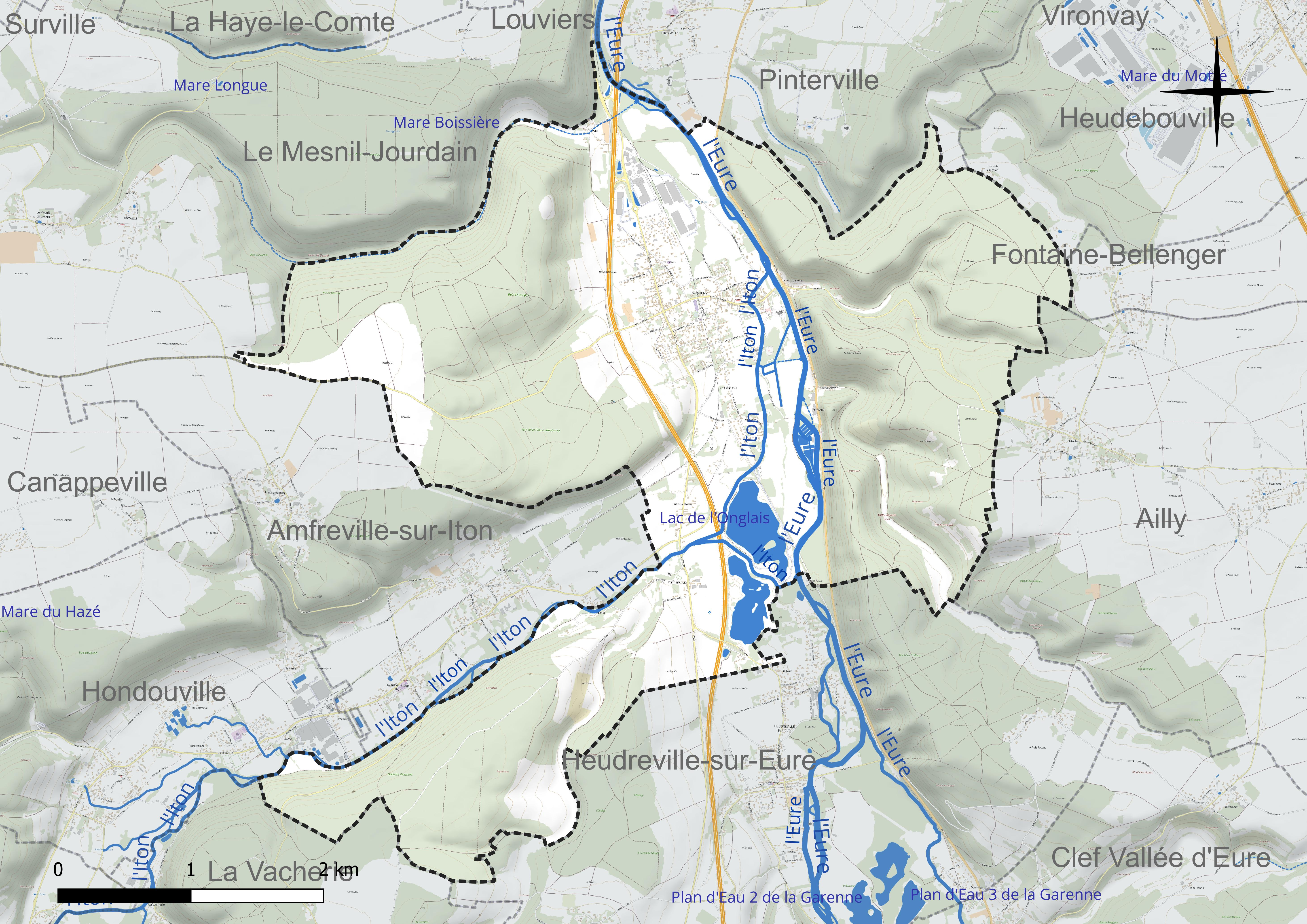
Réseau hydrographique d'Acquigny.

Un plan d'eau complète le réseau hydrographique : le lac de l'Onglais (18 ha),.

### Climat
Pour des articles plus généraux, voir Climat de la Normandie et Climat de l'Eure.
En 2010, le climat de la commune est de type climat océanique dégradé des plaines du Centre et du Nord, selon une étude du CNRS s'appuyant sur une série de données couvrant la période 1971-2000. En 2020, Météo-France publie une typologie des climats de la France métropolitaine dans laquelle la commune est exposée à un climat océanique et est dans la région climatique Côtes de la Manche orientale, caractérisée par un faible ensoleillement (1 550 h/an) ; forte humidité de l’air (plus de 20 h/jour avec humidité relative > 80 % en hiver), vents forts fréquents. Parallèlement le GIEC normand, un groupe régional d’experts sur le climat, différencie quant à lui, dans une étude de 2020, trois grands types de climats pour la région Normandie, nuancés à une échelle plus fine par les facteurs géographiques locaux. La commune est, selon ce zonage, exposée à un « climat des plateaux abrités », correspondant aux plaines agricoles de l’Eure, avec une pluviométrie beaucoup plus faible que dans la plaine de Caen en raison du double effet d’abri provoqué par les collines du Bocage normand et par celles qui s’étendent sur un axe du Pays d'Auge au Perche.
Pour la période 1971-2000, la température annuelle moyenne est de 11,1 °C, avec  une amplitude thermique annuelle de 14,4 °C. Le cumul annuel moyen de précipitations est de 707 mm, avec 11,1 jours de précipitations en janvier et 7,9 jours en juillet. Pour la période 1991-2020, la température moyenne annuelle observée sur la station météorologique la plus proche, située sur la commune de Louviers à 5 km à vol d'oiseau, est de 11,8 °C et le cumul annuel moyen de précipitations est de 719,5 mm,. Pour l'avenir, les paramètres climatiques de la commune estimés pour 2050 selon différents scénarios d’émission de gaz à effet de serre sont consultables sur un site dédié publié par Météo-France en novembre 2022.

## Urbanisme

### Typologie
Au 1er janvier 2024, Acquigny est catégorisée bourg rural, selon la nouvelle grille communale de densité à 7 niveaux définie par l'Insee en 2022.
Elle est située hors unité urbaine. Par ailleurs la commune fait partie de l'aire d'attraction de Louviers, dont elle est une commune de la couronne,. Cette aire, qui regroupe 44 communes, est catégorisée dans les aires de 50 000 à moins de 200 000 habitants,.

### Occupation des sols
L'occupation des sols de la commune, telle qu'elle ressort de la base de données européenne d’occupation biophysique des sols Corine Land Cover (CLC), est marquée par l'importance des forêts et milieux semi-naturels (61,3 % en 2018), une proportion sensiblement équivalente à celle de 1990 (61,4 %). La répartition détaillée en 2018 est la suivante : forêts (61,3 %), prairies (13,5 %), terres arables (8,8 %), zones agricoles hétérogènes (7,2 %), zones urbanisées (6,6 %), eaux continentales (2,6 %). L'évolution de l’occupation des sols de la commune et de ses infrastructures peut être observée sur les différentes représentations cartographiques du territoire : la carte de Cassini (XVIIIe siècle), la carte d'état-major (1820-1866) et les cartes ou photos aériennes de l'IGN pour la période actuelle (1950 à aujourd'hui).

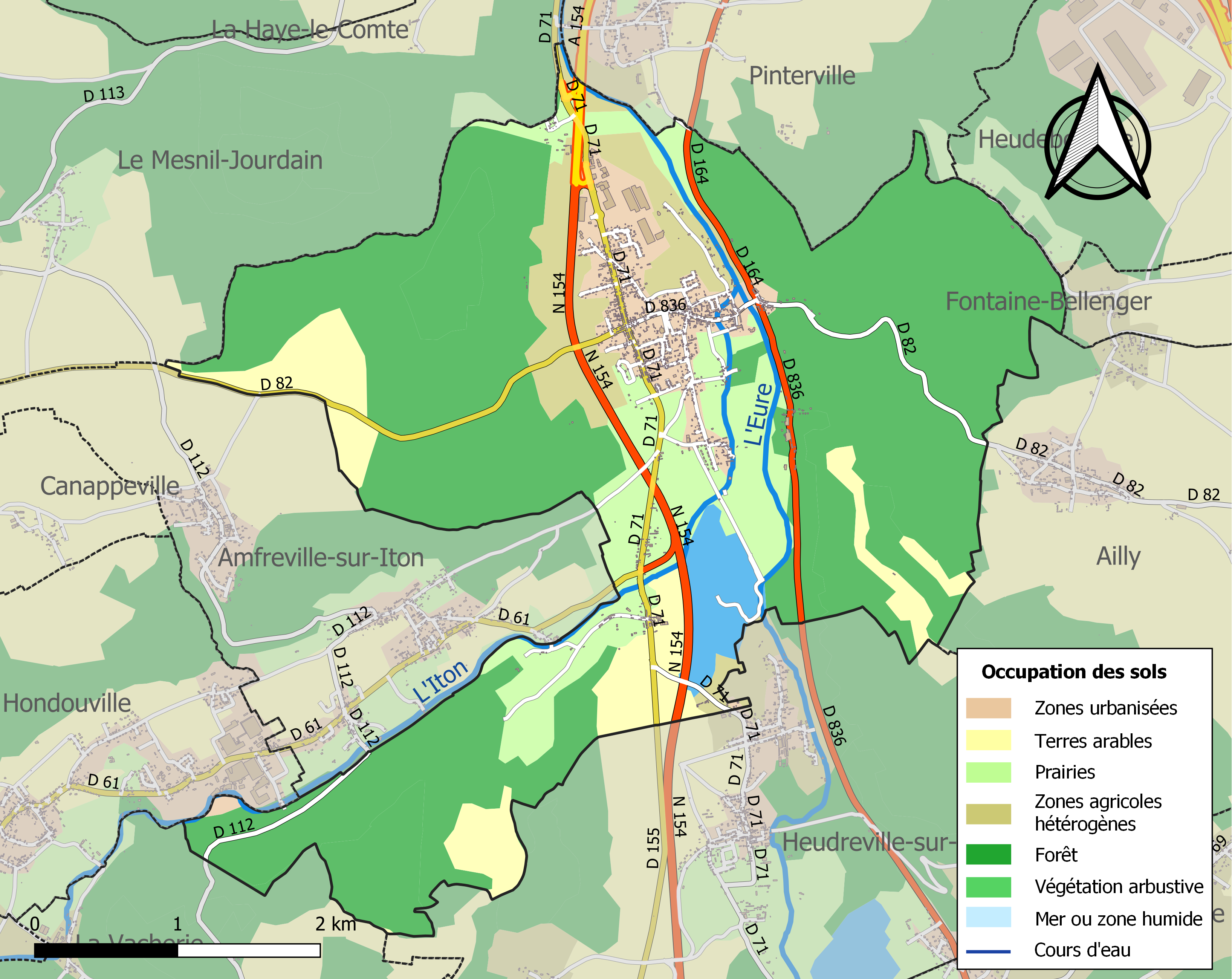
Carte des infrastructures et de l'occupation des sols de la commune en 2018 (CLC).

## Toponymie
Le nom de la localité est attesté sous la forme Accini curtis (844), Acciniacus (876), Acineia (942-996), Achineium (1030), Achineio (1135), Achinnum (1136), Achinnum (1136), Ahinneum (1151), Akigneium (1162), Acquigneium (1194), Aquinneium (1198), Aquiniacus (1199), Aquiniacum (1199), Akenny (1200), Aquineium (1245), Aquigneium (1271), Agueigne (1316), Aquegny (1364), Aquigny (1365), Aquiniacum (1557), Pagus de Aquigneïo (1606), Aquigni (1649), Acquigni (1702).
Le nom de la commune est donc attesté pour la première fois en 844, sur une charte de Charles II le Chauve, sous la forme Accini Curtis.
À noter que la formation suffixale NP + -(i)acus pour désigner « le domaine de ... » est fréquente dans la France du Nord et a donné les actuelles terminaisons -y, -é, -ay, ou encore -ey.
Le gentilé est Acquignicien.

## Histoire

### Préhistoire
Des fouilles ont révélé une occupation humaine datée du Mésolithique sur le site de « l'Onglais ». On a notamment pu effectuer un remontage de lames sur un nucléus en silex. Le site d'Acquigny (vers 10 000 ans) coïncide avec la fin de la dernière glaciation, au début de l'Holocène, période interglaciaire qui perdure encore aujourd'hui.

### Moyen Âge

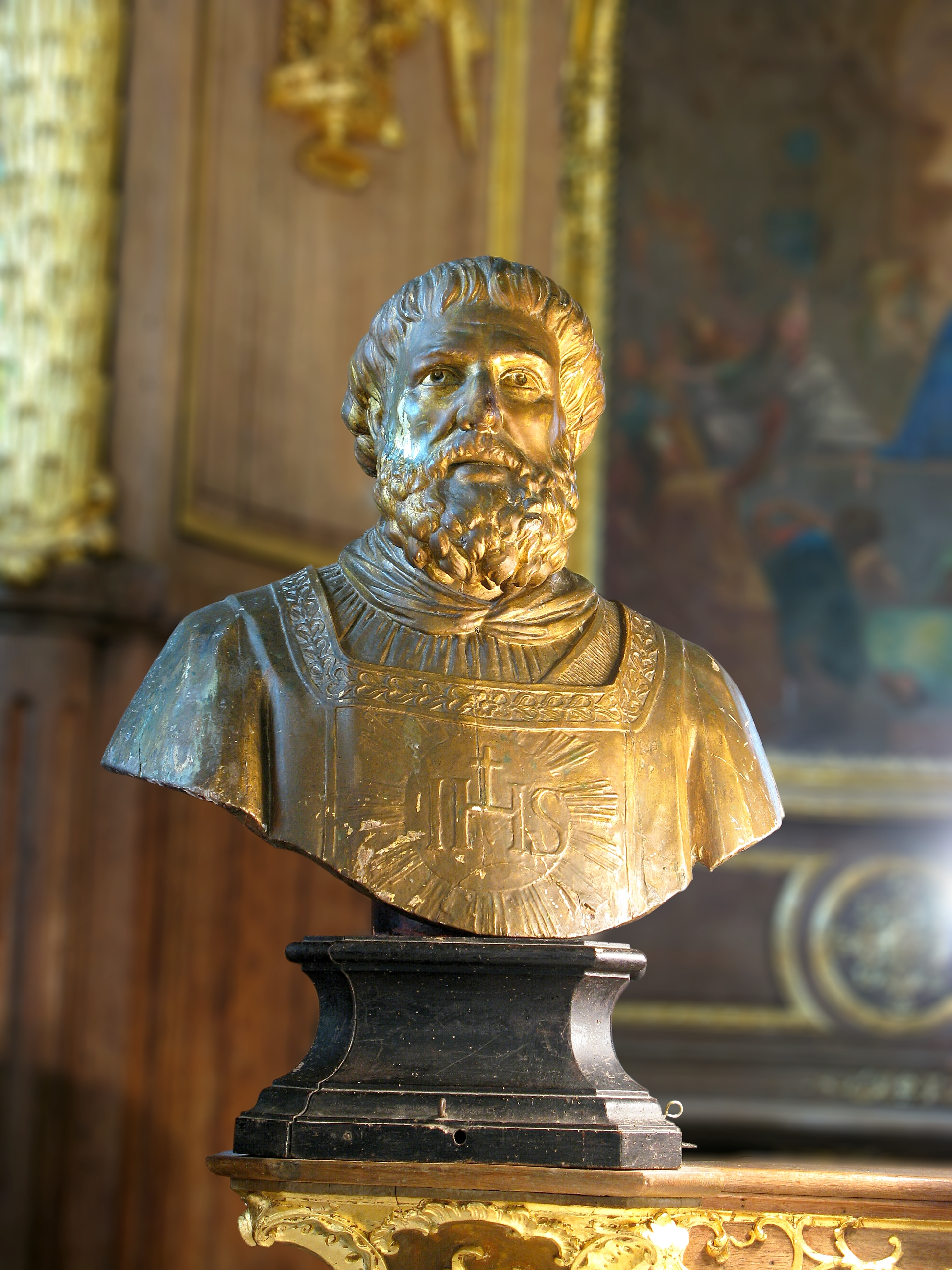
Buste de saint Vénérand.

Les moines de l'abbaye de Conches y possédaient le prieuré de saint Mauxe et de saint Vénérand, et avaient le patronage de l'église qu'ils échangèrent au XVIIIe siècle avec les seigneurs du lieu.
Cette commune était le chef-lieu d'une ancienne baronnie longtemps divisée en plusieurs parties et possédée par d'illustres familles.
Le titre le plus ancien où il est mention d'Acquigny est un diplôme de Charles II le Chauve qui confirme en 844 les possessions de l'abbaye de Saint-Ouen.
Si l'on s'en rapporte à la légende, Acquigny serait devenue célèbre par le martyre de saint Mauxe et de saint Vénérand (entre le IIIe et le Ve siècle) : une chapelle dans le cimetière en perpétue le souvenir.

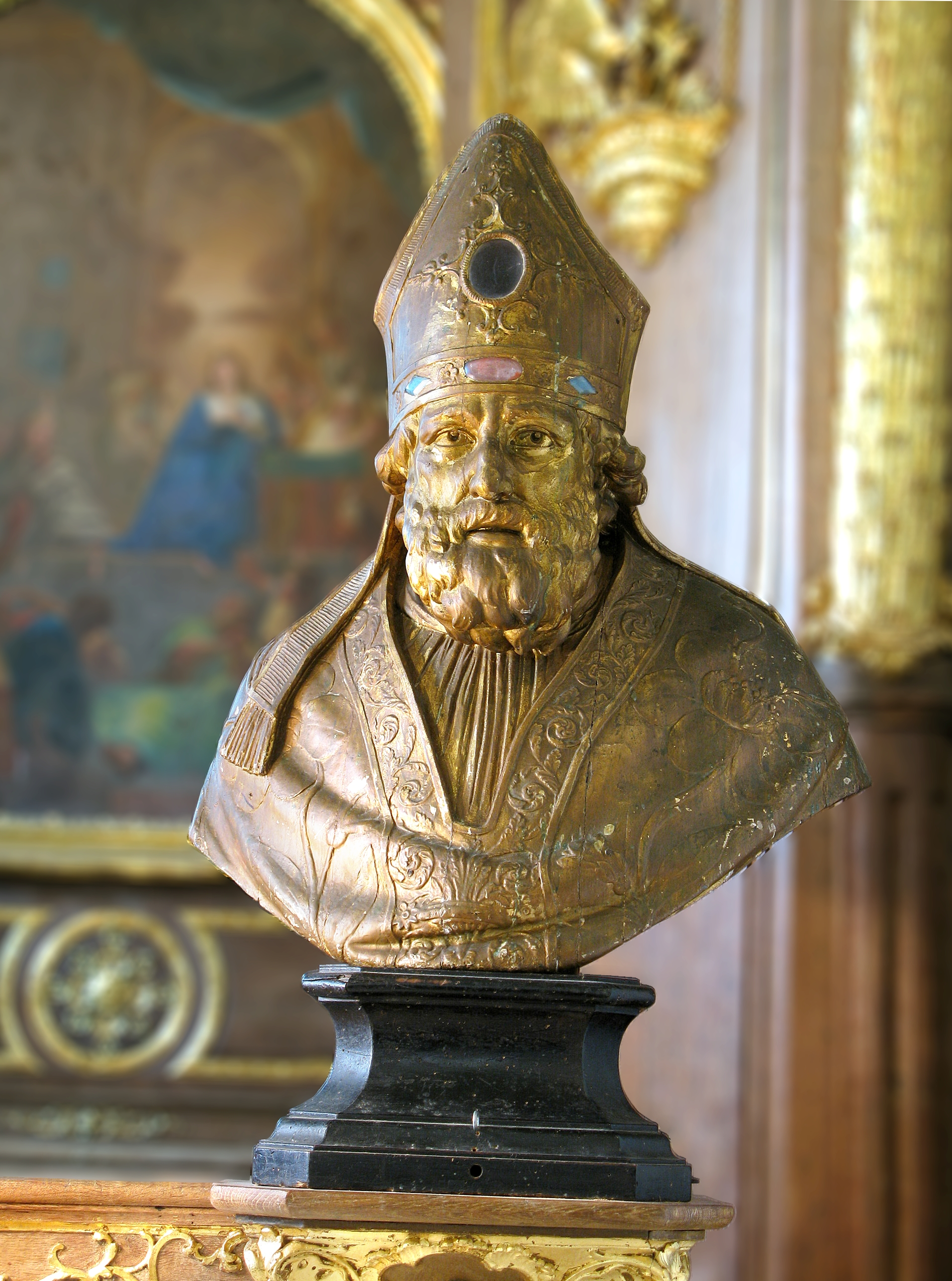
Buste de saint Mauxe.

Vers l'an 1035, Roger de Tosny, seigneur de Conches ayant fondé l'abbaye de Conches, donna à cette dernière l'église d'Acquigny avec la dîme du blé, du vin, du poisson pêché dans l'Eure et des moulins.
Les biens de cette puissante famille, implantée tout d'abord à Tosny, au sud des Andelys, s'étendent en direction du sud-ouest, région de vastes plateaux, alors en partie couverts de forêts, traversés par les vallées fertiles de la Risle, de l'Iton et du Rouloir. Outre Tosny, elle tient trois forteresses : Conches (le centre de leur honneur), Portes et Acquigny, auxquels il faut ajouter des domaines dispersés en vallée d'Eure (Fontaine-sous-Jouy, Cailly-sur-Eure, Les Planches), en vallée de la Seine (Tosny, Villers-sur-le-Roule, Bernières-sur-Seine), en Vexin Normand (Vesly, Guerny, Villers-en-Vexin, Hacqueville, Heuqueville, val de Pîtres), en pays de Caux et Talou autour de Blainville-Crevon, de Mortemer-sur-Eaulne, de Dieppe et de Yerville.

### Époque moderne et contemporaine
Acquigny était, avant la Révolution, une paroisse du diocèse d'Évreux, doyenné de Louviers, vicomté et élection de Pont-de-l'Arche, généralité de Rouen.
Quand cette paroisse fut sans curé en 1840, l’abbé Jacques-Désiré Laval y alla pour assurer la messe.
En 1970, la commune des Planches est absorbée.

## Politique et administration

### Liste des maires
| Période | Période  | Identité        | Étiquette | Qualité |
| ------- | -------- | --------------- | --------- | ------- |
| 2014    | 2020     | Stéphane Sauvan | SE        | Médecin |
| 2020    | En cours | Patrick Collet  | DVG       |         |

## Démographie
L'évolution du nombre d'habitants est connue à travers les recensements de la population effectués dans la commune depuis 1793. Pour les communes de moins de 10 000 habitants, une enquête de recensement portant sur toute la population est réalisée tous les cinq ans, les populations de référence des années intermédiaires étant quant à elles estimées par interpolation ou extrapolation. Pour la commune, le premier recensement exhaustif entrant dans le cadre du nouveau dispositif a été réalisé en 2006.

En 2022, la commune comptait 1 725 habitants, en évolution de +8,08 % par rapport à 2016 (Eure : −0,25 %, France hors Mayotte : +2,11 %).
| 1793 | 1800 | 1806 | 1821 | 1831 | 1836 | 1841 | 1846 | 1851 |
| ---- | ---- | ---- | ---- | ---- | ---- | ---- | ---- | ---- |
| 738  | 664  | 737  | 758  | 837  | 870  | 815  | 875  | 855  |

| 1856 | 1861 | 1866 | 1872 | 1876 | 1881 | 1886 | 1891 | 1896 |
| ---- | ---- | ---- | ---- | ---- | ---- | ---- | ---- | ---- |
| 825  | 836  | 848  | 832  | 794  | 768  | 742  | 671  | 665  |

| 1901 | 1906 | 1911 | 1921 | 1926 | 1931 | 1936 | 1946 | 1954 |
| ---- | ---- | ---- | ---- | ---- | ---- | ---- | ---- | ---- |
| 644  | 674  | 669  | 725  | 756  | 757  | 768  | 802  | 940  |

| 1962 | 1968 | 1975  | 1982  | 1990  | 1999  | 2006  | 2011  | 2016  |
| ---- | ---- | ----- | ----- | ----- | ----- | ----- | ----- | ----- |
| 929  | 927  | 1 006 | 1 055 | 1 292 | 1 438 | 1 614 | 1 544 | 1 596 |

| 2021  | 2022  | - | - | - | - | - | - | - |
| ----- | ----- | - | - | - | - | - | - | - |
| 1 699 | 1 725 | - | - | - | - | - | - | - |

## Culture locale et patrimoine

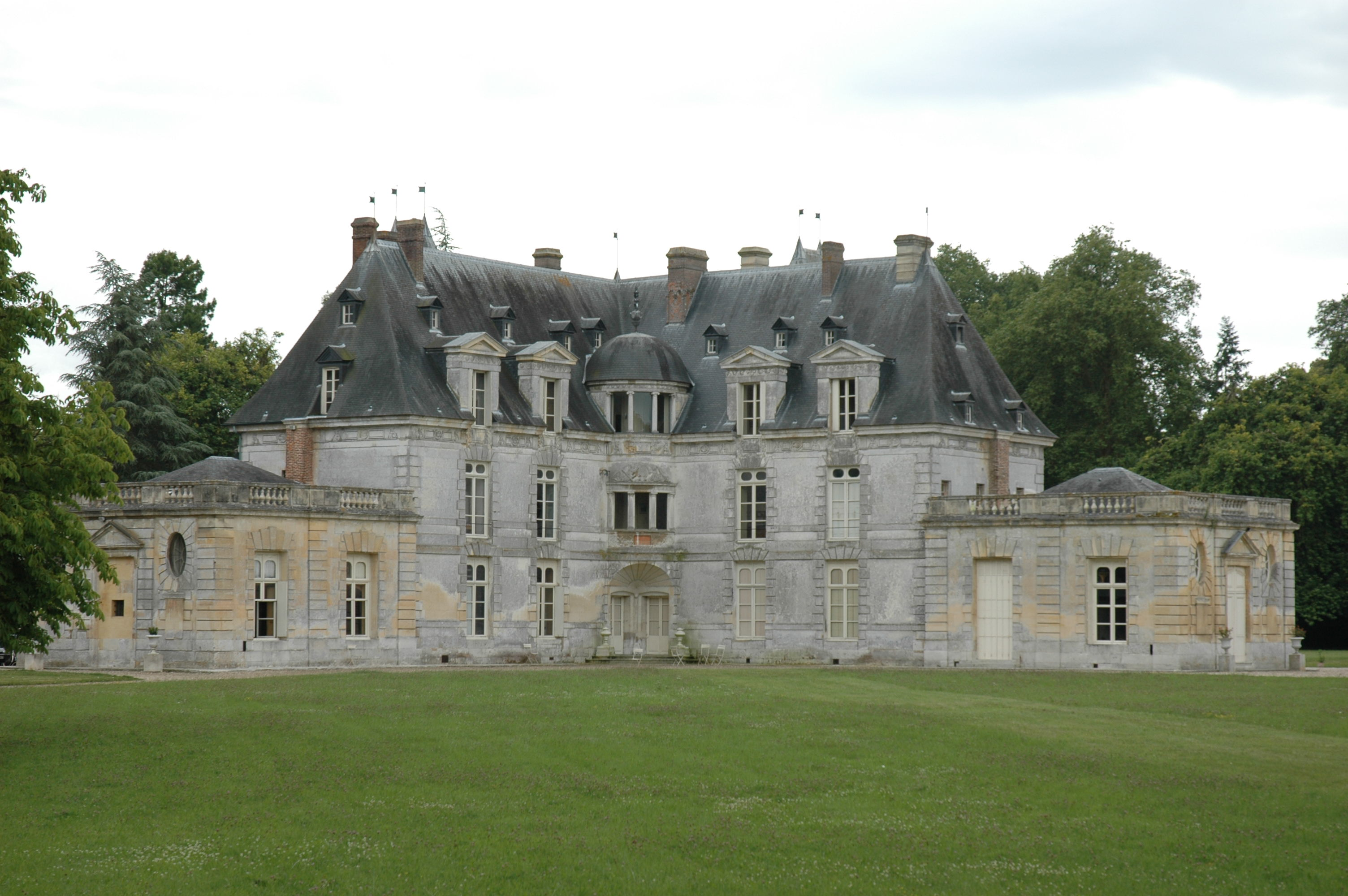
Le château.

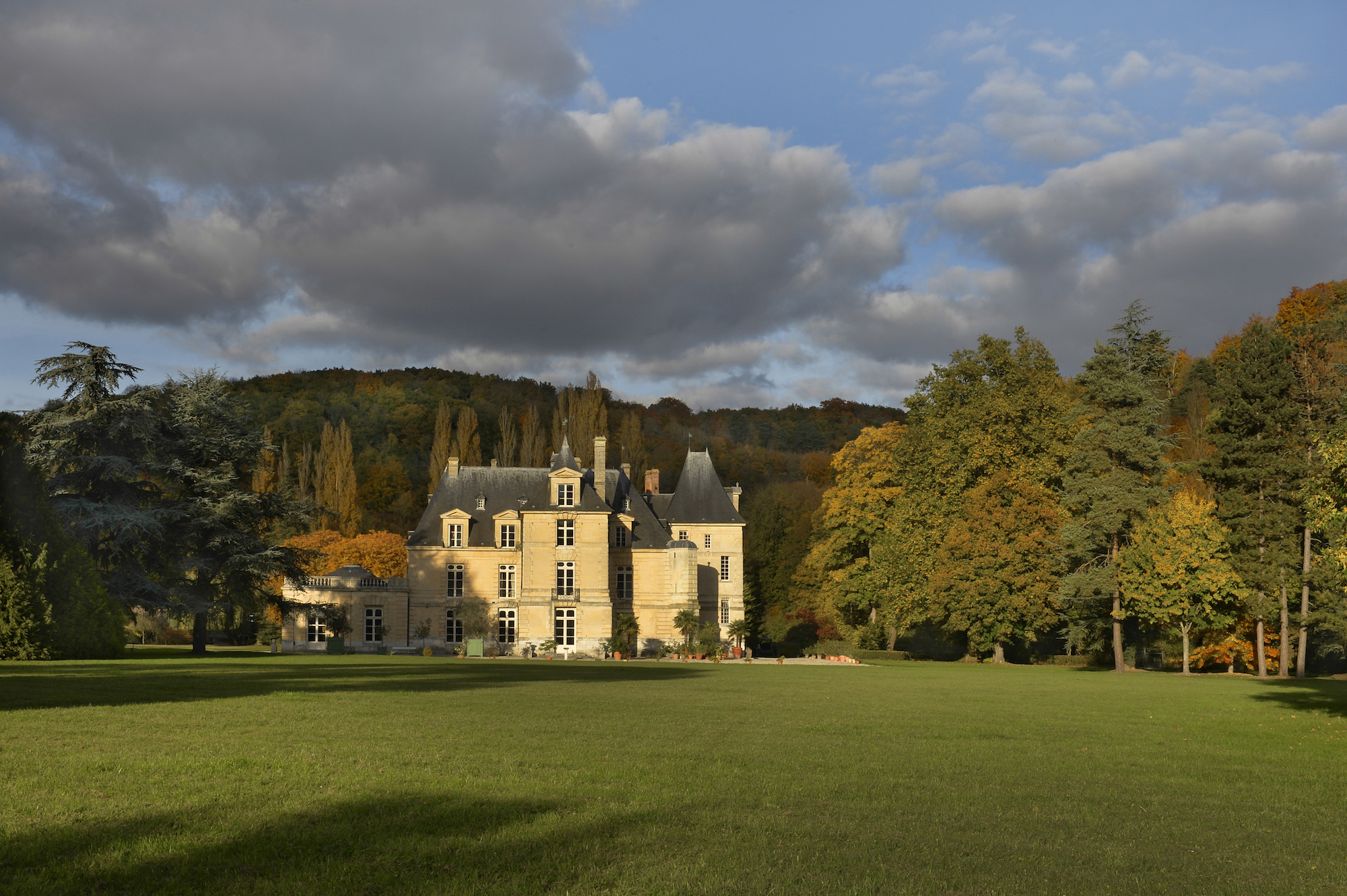
.

### Lieux et monuments
La commune d'Acquigny compte sur son territoire huit édifices classés et inscrits au titre des monuments historiques. Par ailleurs, de nombreux autres édifices sont inscrits à l'Inventaire général du patrimoine culturel.

#### Châteaux et manoirs
- Le domaine d'Acquigny (XVIe, XVIIe, XVIIIe et XIXe siècles)  Inscrit MH (1926)  Classé MH (1946)  Inscrit MH (1951)  Inscrit MH (1993)[45]. Le château et son domaine se situent au cœur de la vallée, entre l'Eure et l'Iton. Dès le haut Moyen Âge, le site fut fortifié pour contrôler la navigation sur l’Eure. Enjeu des guerres franco-normandes puis franco-anglaises pendant la guerre de Cent Ans, la forteresse fut prise par les armées de Charles V en 1364 puis rasée en 1378. Le château actuel fut construit à partir de 1557 par Anne de Laval, veuve de Louis de Silly. Le château et le parc ont fait l'objet d'un agrandissement et d'une transformation au XVIIe siècle, et également à partir de 1745 pour le Président d'Acquigny, président à mortier du Parlement de Rouen, par l'architecte Charles Thibault. Le domaine comporte des communs, au nord et à l'ouest d'une vaste cour, une église, prolongée au sud-ouest par une orangerie, un vaste parc parcouru par un réseau de canaux se recoupant entre eux et alimentant deux miroirs d'eau et un grand canal. À la fin de sa vie, le président d'Acquigny s'est fait construire un logement secondaire accolé au chevet de l'église, connu sous le nom de Petit Château. Le parc a été mis au goût du jour postérieurement à 1823 (création d'une rivière artificielle, construction de cascades, ponts de rochers, introduction d'essences nouvelles, etc.). L’alternance des pelouses, des bosquets d’arbustes à fleurs, de rhododendrons et des plans d’eau constitue un paysage harmonieux[46]. Entre 1845 et 1860, les douves ont été supprimées et le cimetière a été déplacé à son emplacement actuel.

Le domaine d'Acquigny
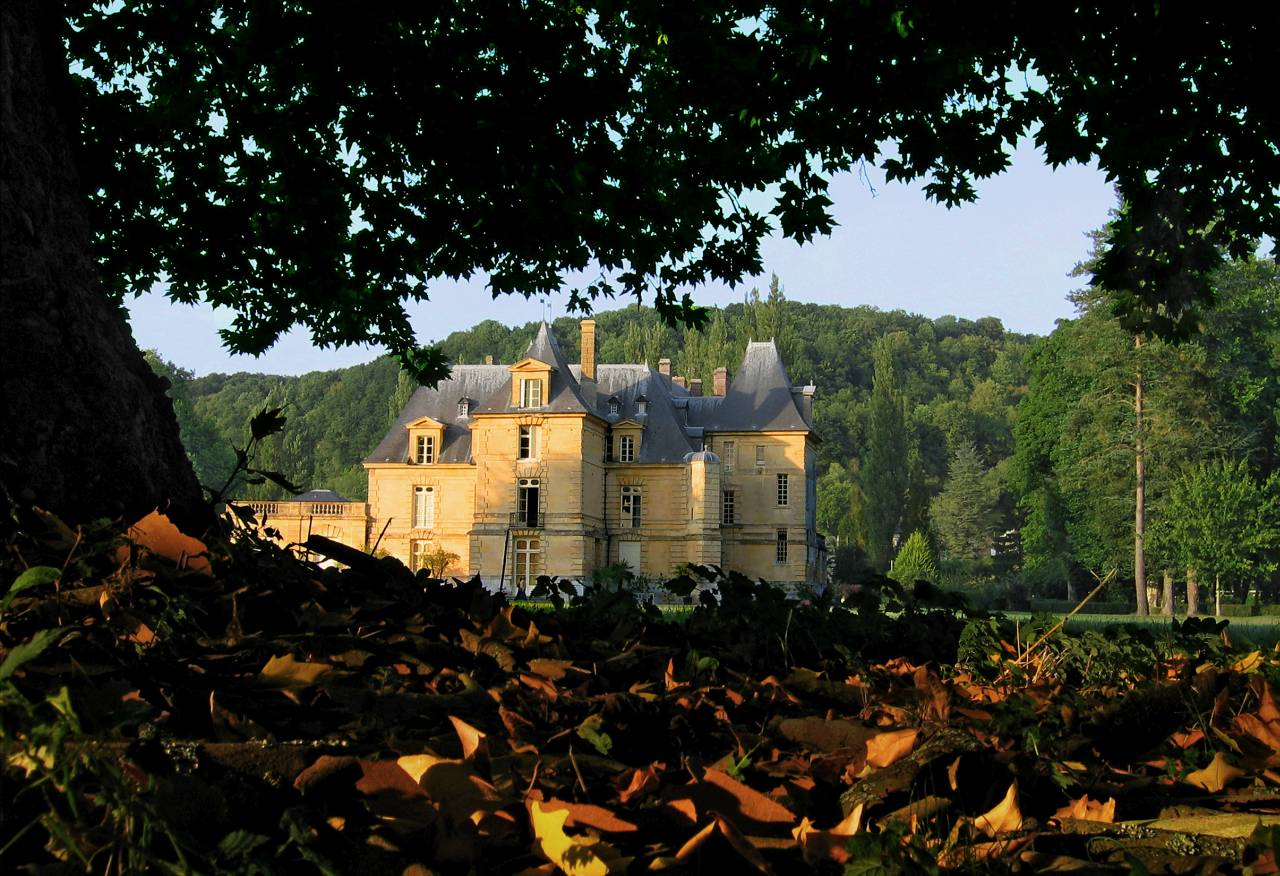
Le château - façade sud.
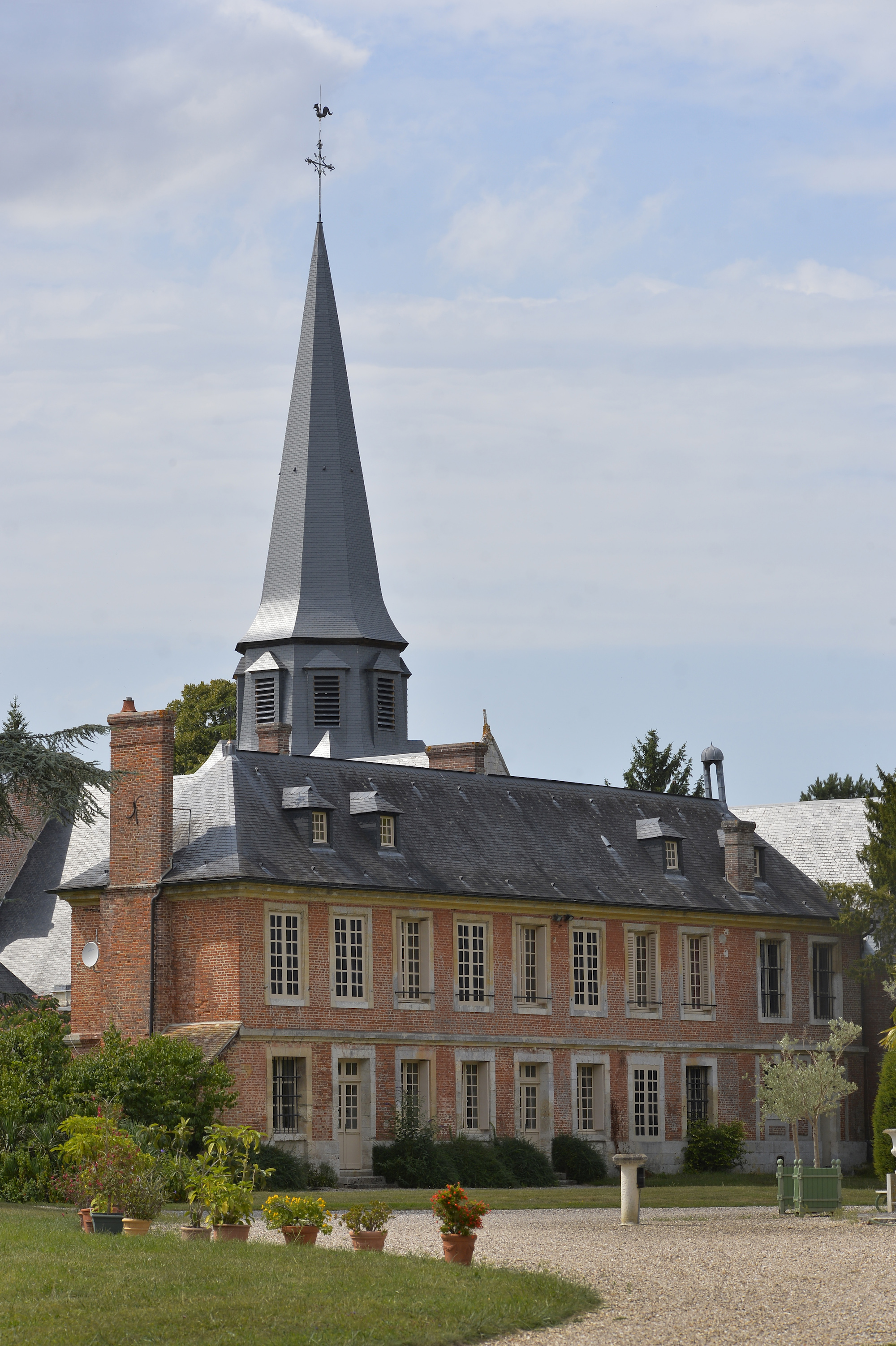
L'ermitage du château et l'église Sainte-Cécile.
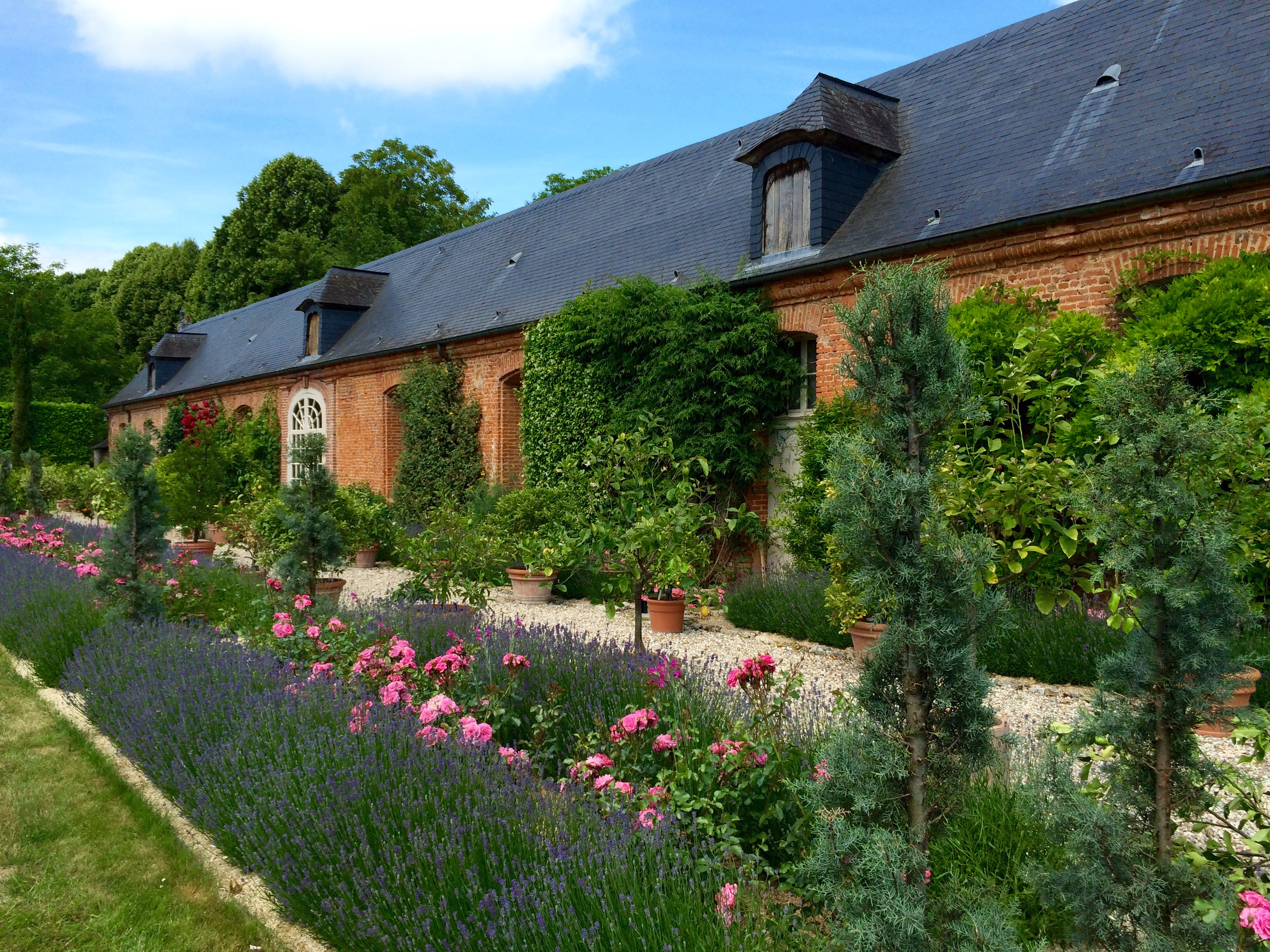
L'orangerie.
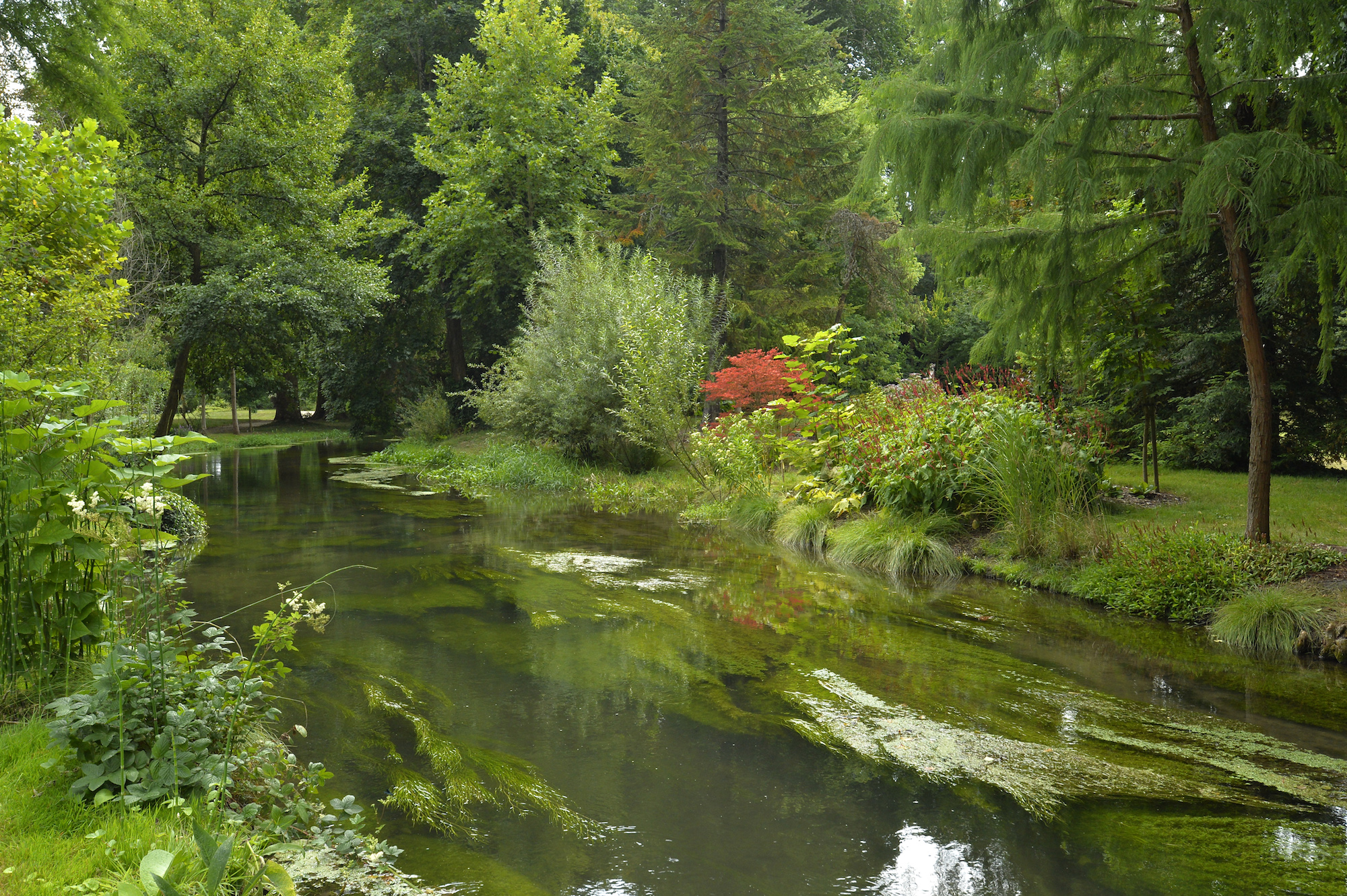
Une rivière artificielle du parc.
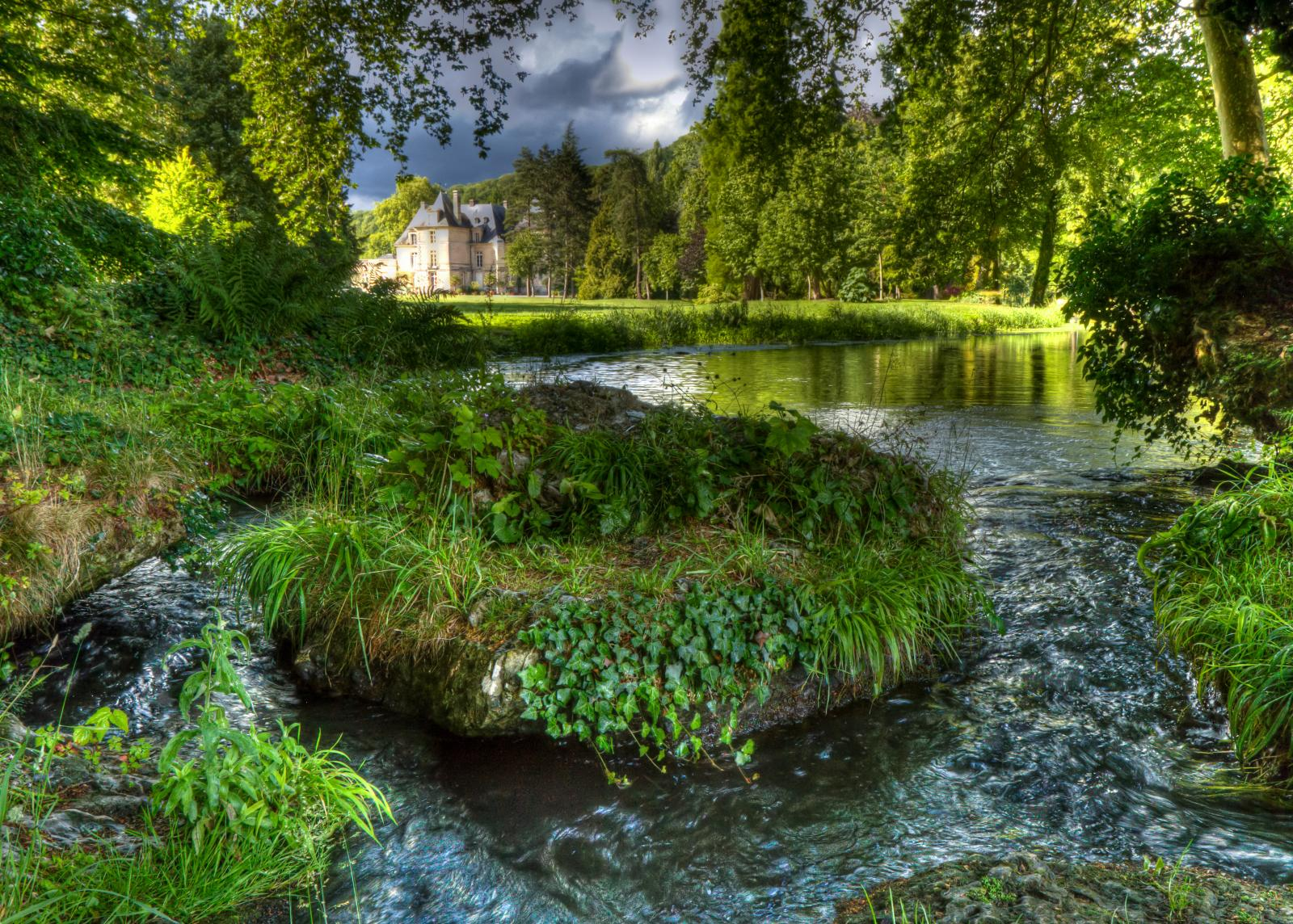
Un plan d'eau et des canaux.
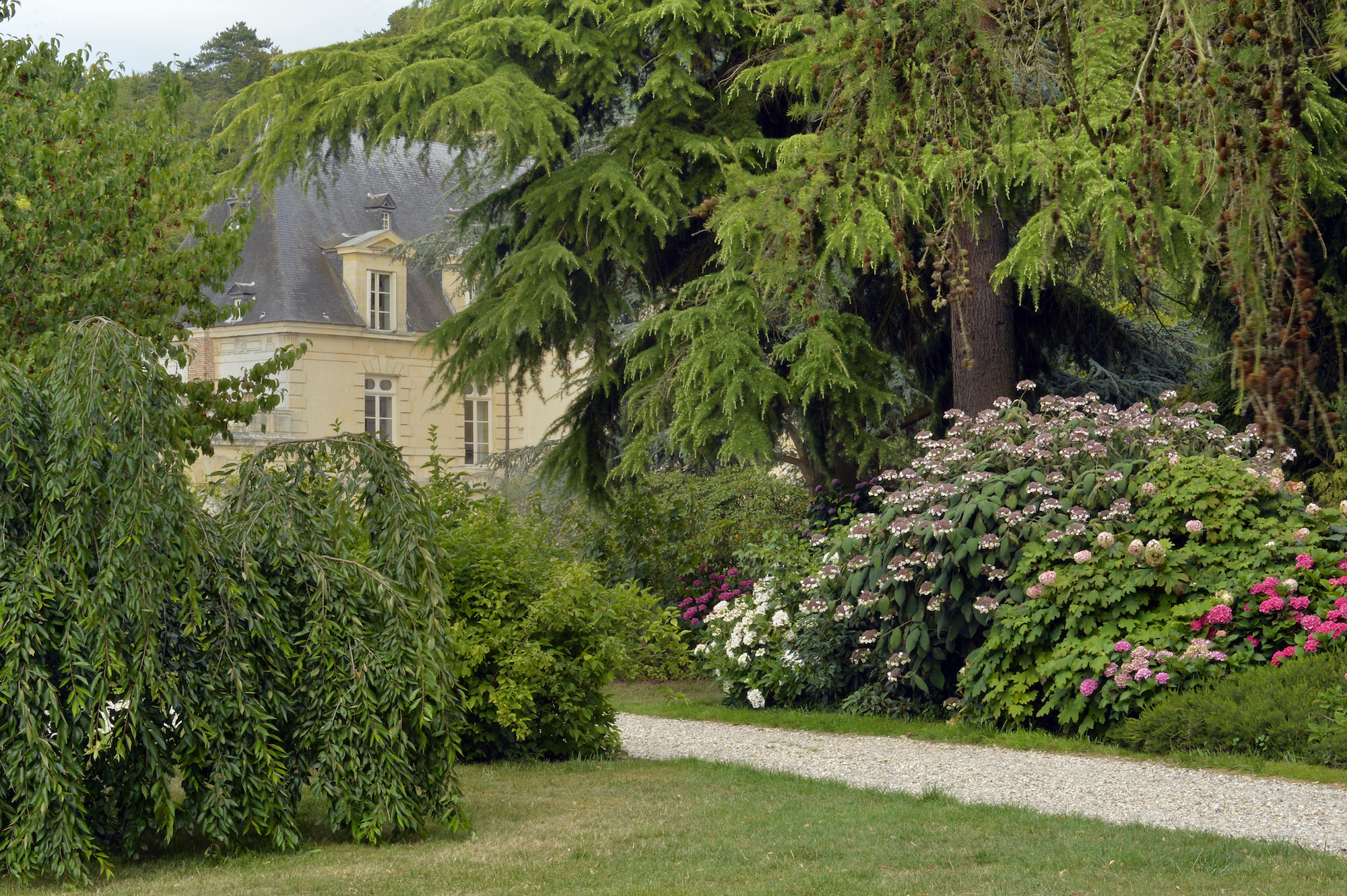
Une vue du parc et du château.
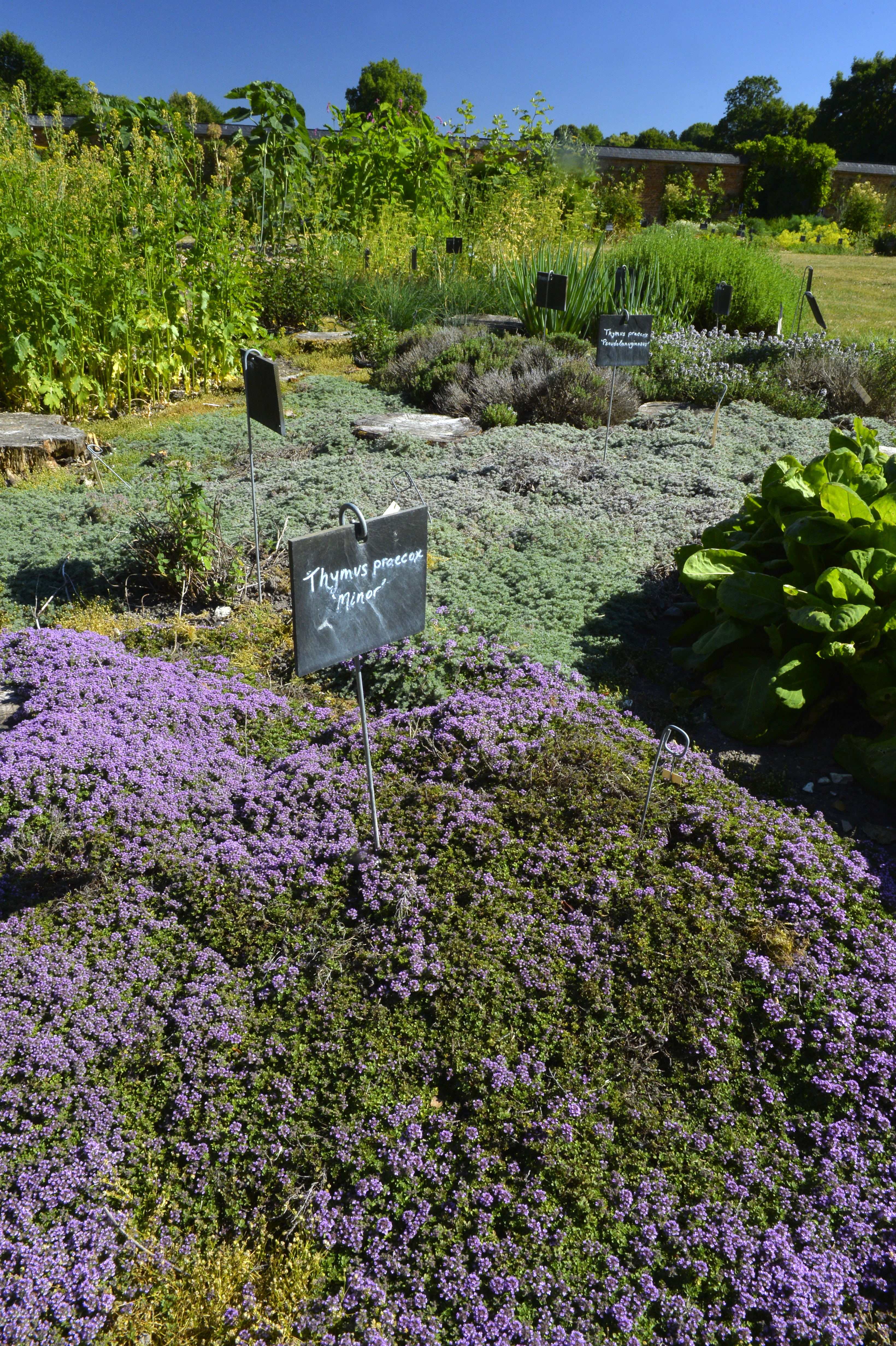
Le potager.

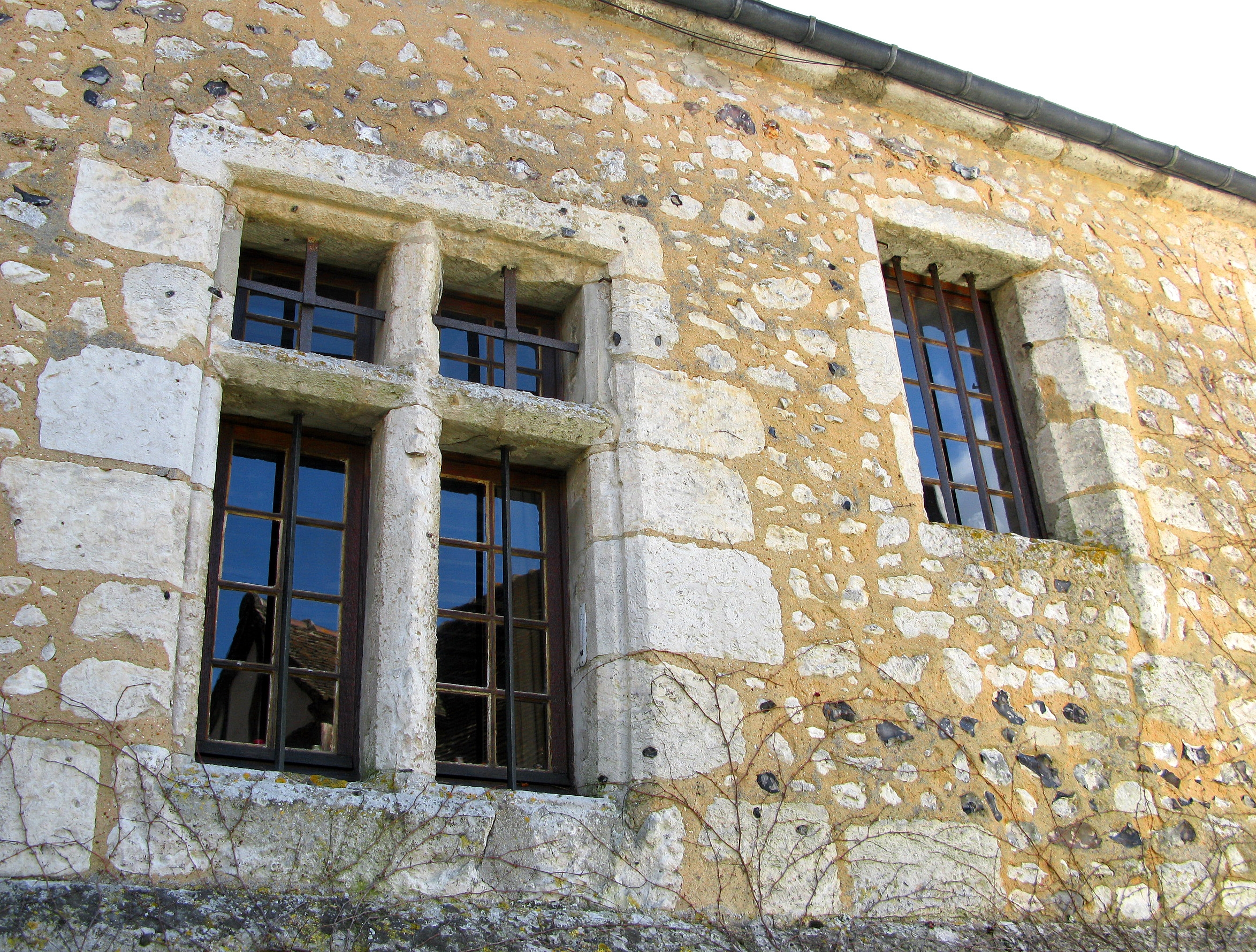
La croisée à meneaux de l'ancienne prison.

- Le château d'Amfreville (XVIIIe et XIXe siècles)  Inscrit MH (1977)  Inscrit MH (1994)[47]. Le château actuel, qui s'étend également sur la commune voisine d'Amfreville-sur-Iton, a été édifié vers 1775. À la fin du XIXe siècle, il fait l'objet d'une transformation par Georges-Paul Roussel, architecte à Louviers : hautes souches de cheminées, zincs de couverture, décoration intérieure, transformation des abords du château en parc à l'anglaise, construction de plusieurs bâtiments dans le parc, etc.[48].
- Un château fort du XIIe siècle au lieu-dit Cambremont[49].
- Le manoir de Becdal (XVIe et XVIIe siècles)  Inscrit MH (1978)[50]. Ce manoir a été construit pour Denis le Roux qui a acquis le fief en 1443. Il a été refait au XVIIe siècle pour Claude le Roux[51].

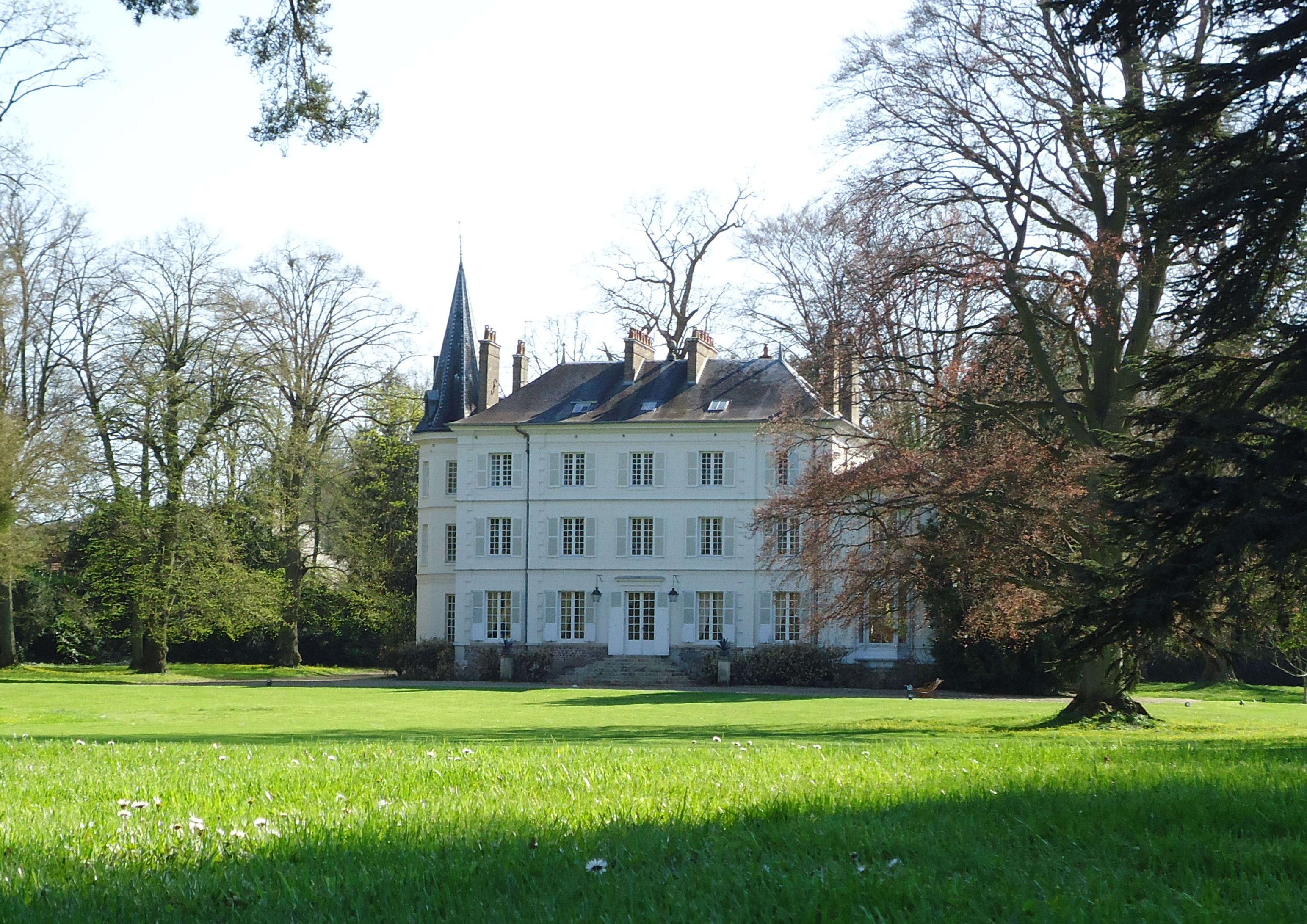
Le manoir des Planches.

- Le manoir dit l'Ancienne Prison (XIVe, XVIe et XVIIIe siècles) au lieu-dit le Bout du Pont[52]. Située à proximité du château, sur la rive droite de l'Eure, il est probable que cette bâtisse soit construite à l'emplacement de l'ancien manoir de Guillaume de Poissy, au XIIIe siècle. Il s'agit d'un ancien tribunal remontant au XIVe siècle où la baronnie d'Acquigny, qui avait droits de haute, moyenne et basse justice, y tenait audience. Comme ce tribunal possédait des cachots au rez-de-chaussée (qui est aujourd'hui un sous-sol à demi enterré), on lui a donné par la suite le nom de « prison », et encore aujourd'hui d'« ancienne prison », les cachots étant toujours existants ainsi qu'un départ de souterrain. Au premier étage se situait la salle d'audience. Jusqu'en 1945, un tableau se trouvait dans cette salle représentant un christ entouré de la Vierge et de saint Jean, tableau cité par l'abbé Lebeurier en 1892[53]. Sur le mur ouest se trouve une fenêtre à meneaux dont la partie intérieure est flanquée de coussièges.
- Un manoir du XVIIIe siècle au lieu-dit Les Planches[54].
- Un manoir des XVIIe et XXe siècles au lieu-dit le Hamet[55].

#### Patrimoine religieux
- L'église Sainte-Cécile (XVIe et XVIIIe siècles)  Classé MH (1975)  Classé MH (2001)[56]. La physionomie de l'église Sainte-Cécile, telle qu'elle se présente aujourd'hui, est marquée par le XVIIIe siècle. Elle a été construite vers 1545 pour le chœur, et entre 1552 et 1572 pour la nef, époque qui fut aussi celle de l’édification du château tout proche. Ses caractéristiques actuelles sont dues à Pierre Robert Le Roux d'Esneval, représentant d'une illustre famille de robins rouennais, président à mortier au parlement de Normandie et connu sous le nom de « Président d’Acquigny ».

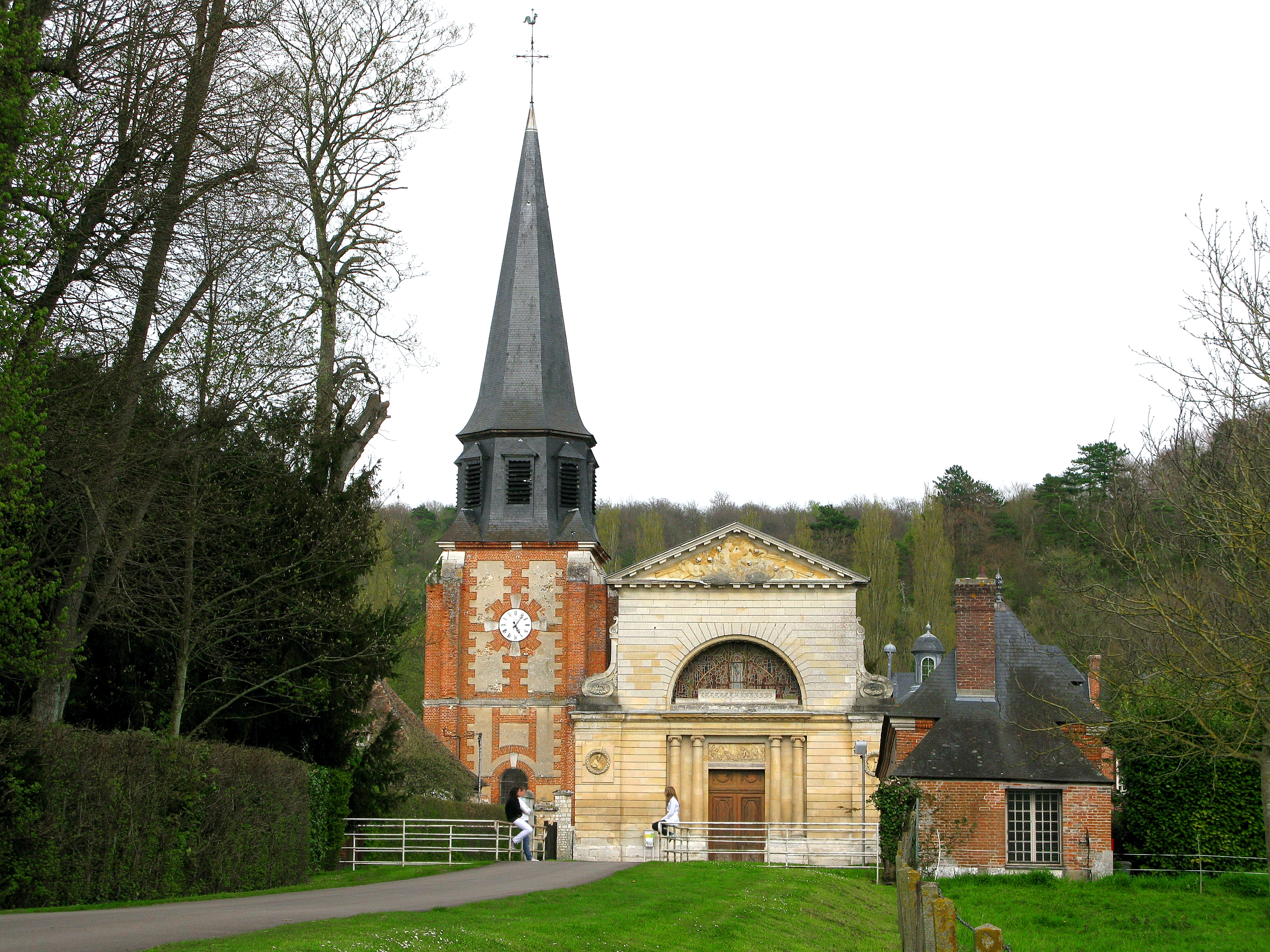
Vue de l'église.
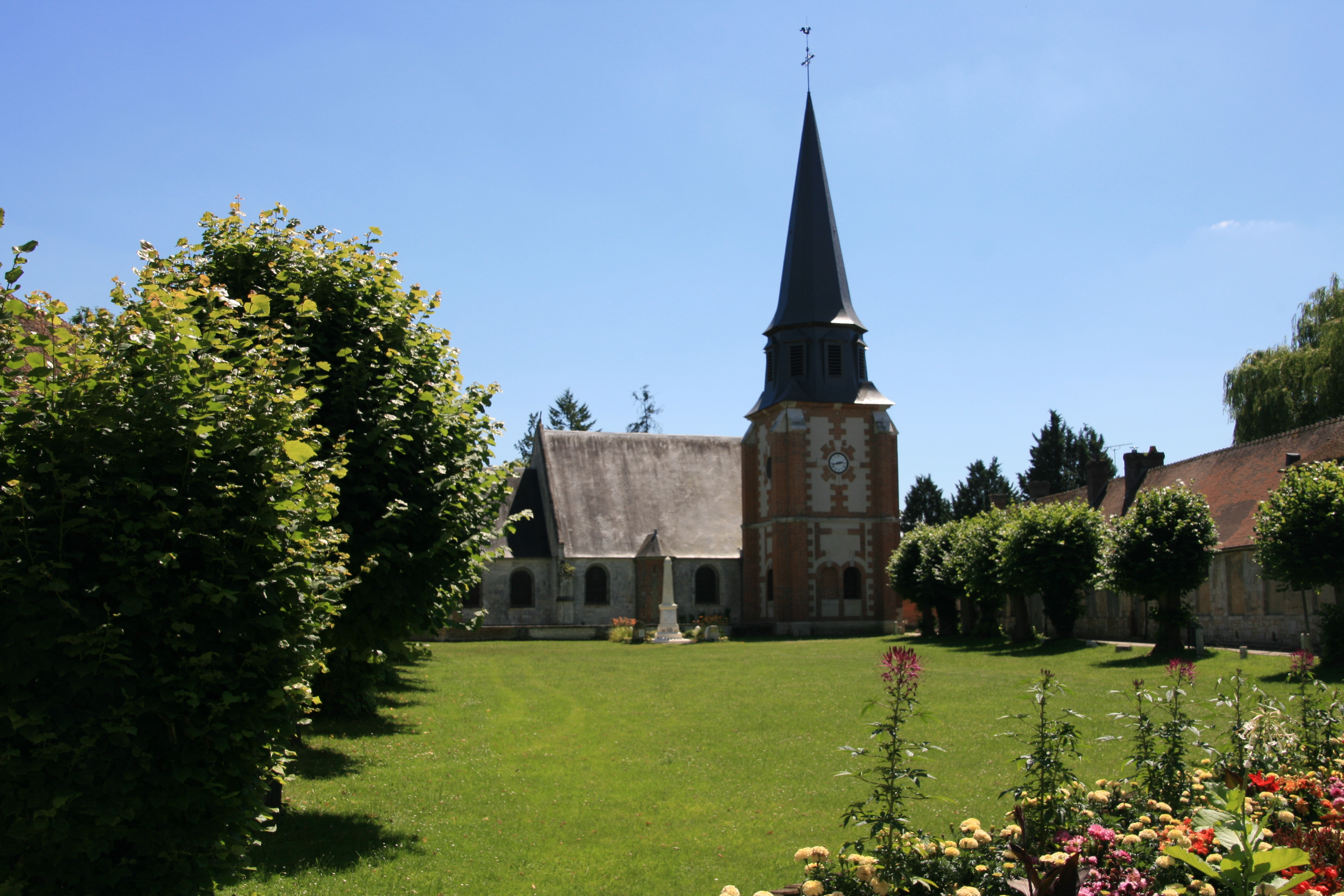
Église vue de la rue Aristide-Briand.
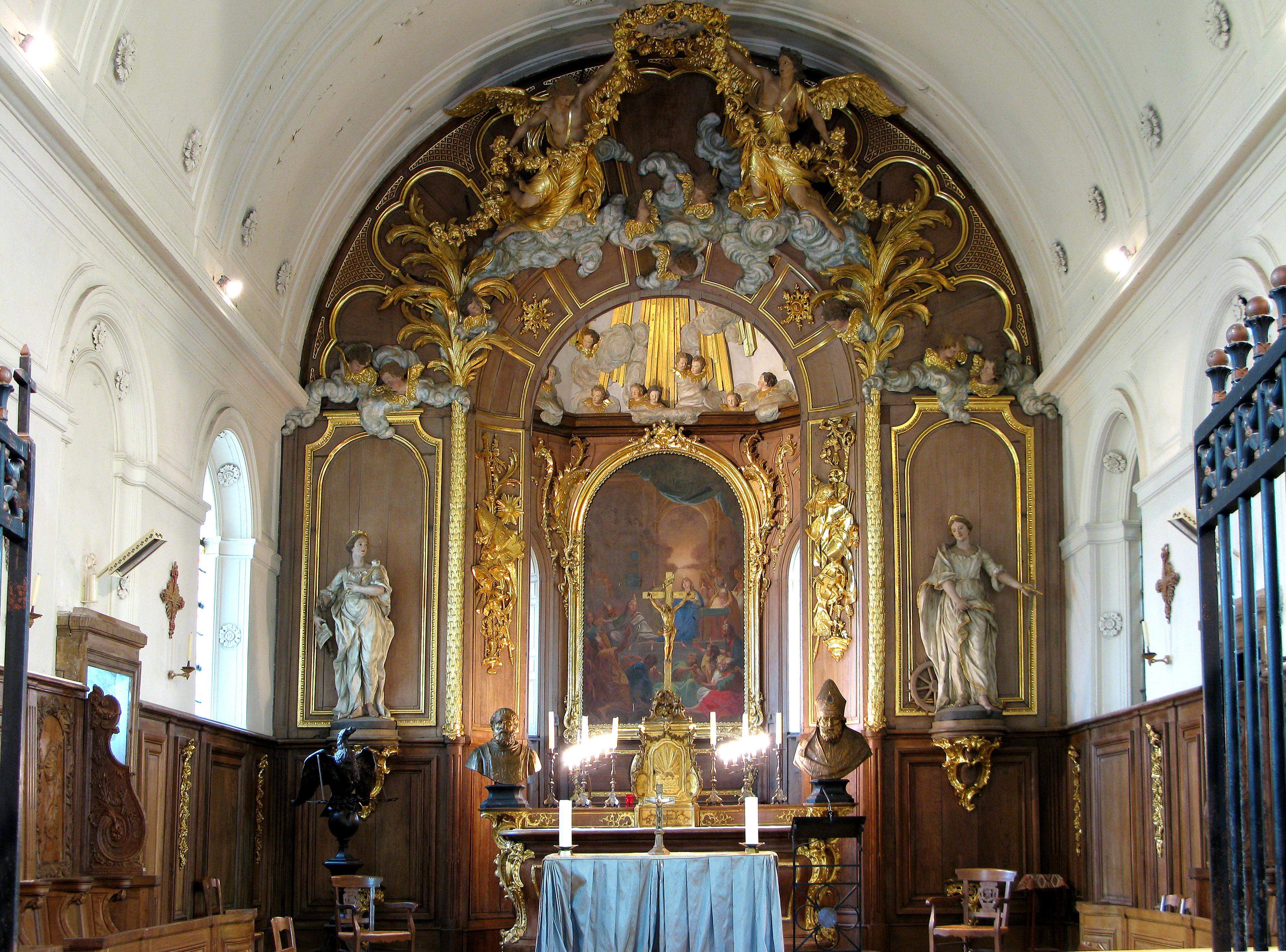
Le chœur de l'église.
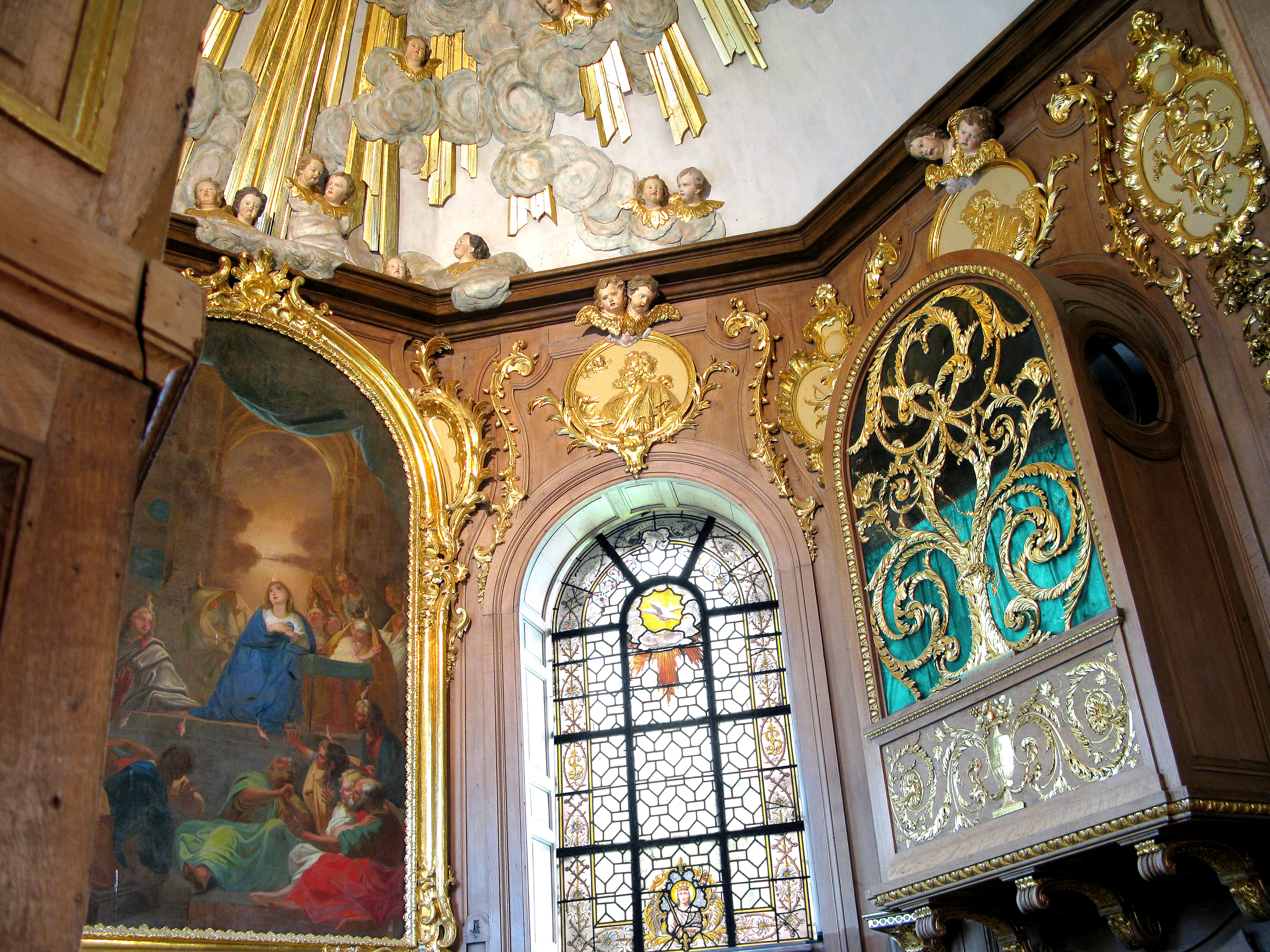
La chapelle du cimetière.

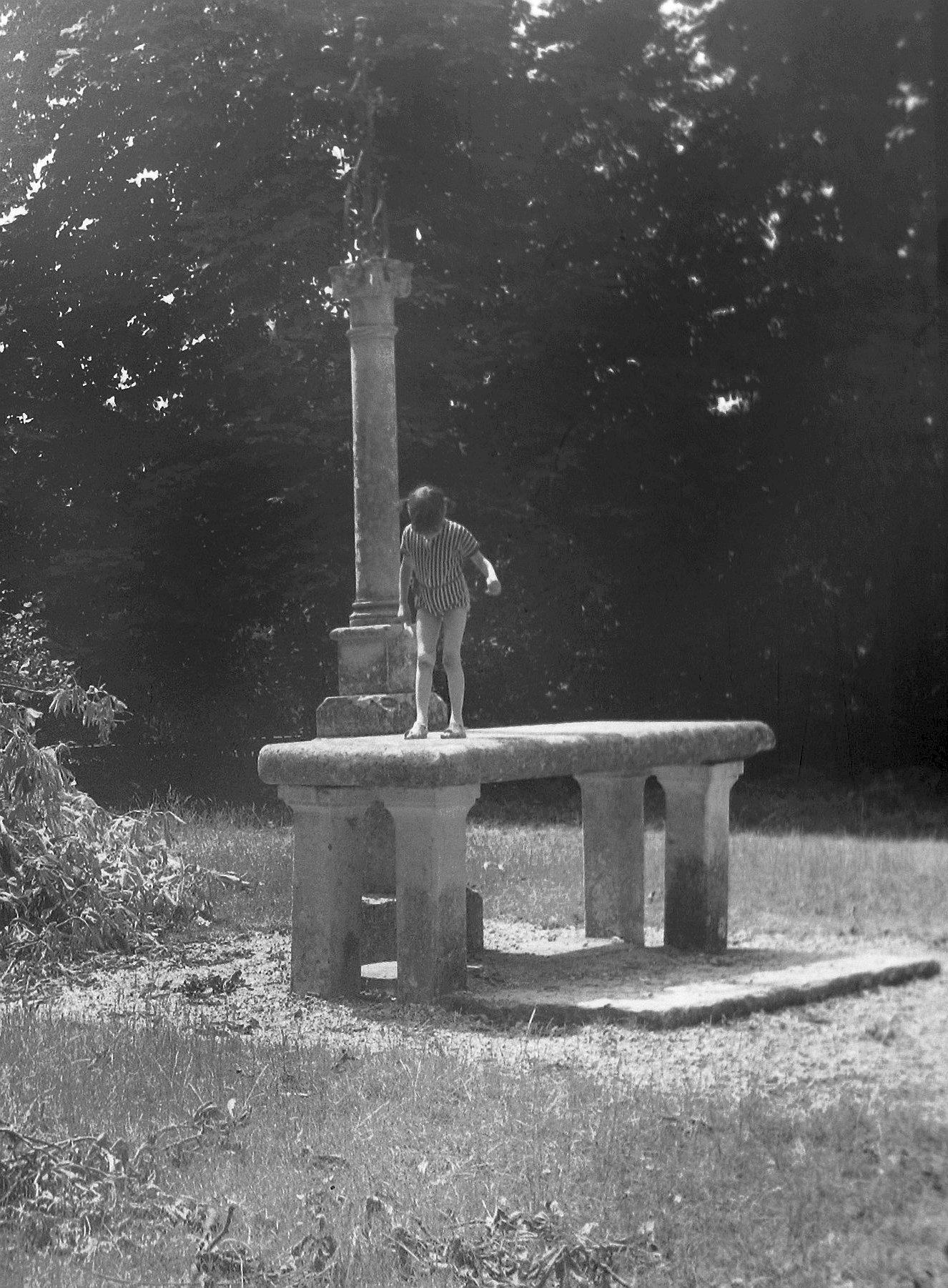
L'autel du Clos Saint-Mauxe dans son état vers 1965–1970.

- Le prieuré de bénédictins Saint-Mauxe, Saint-Vénérand (XIVe, XVe et XVIIIe siècles)  Inscrit MH (1954)[57]. Il est possible qu'un sanctuaire existât dès le Ve siècle sur le lieu des martyres de saint Mauxe et saint Vénérand. En 1035, Roger de Tosny donne à l'abbaye de Conches la chapelle et des biens pour fonder un prieuré. Le prieuré a été détruit pendant la guerre de Cent Ans, puis reconstruit à partir de 1450, avant d'être à nouveau ruiné. Un portail du XIVe siècle en est le témoin.

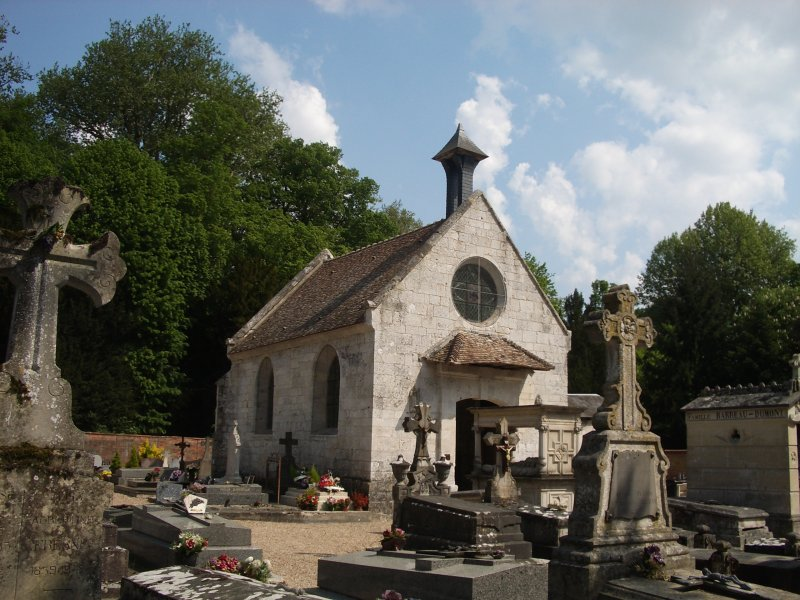
La chapelle du cimetière.

- La chapelle du cimetière (XIIIe, XVIe, XVIIe et XVIIIe siècles)  Inscrit MH (1954)[58]. Cette chapelle (reste du prieuré) dont l'origine remonte au XIIIe siècle, se situe dans le cimetière. Elle est modifiée aux XVIe et XVIIe siècles, puis reconstruite en 1752 par le Président d'Acquigny. Il subsiste une fenêtre dont le vitrail date du XVe siècle.
- Le croix de Saint Mauxe et Saint Vénéran (XVIIe (?) et XIXe) au lieu-dit Clos-Saint-Mauxe[59]. Depuis le début du Ve siècle, Acquigny est célèbre pour le culte de saint Mauxe et saint Vénérand. Selon la légende, Mauxe serait un évêque d’origine italienne qui après avoir souffert pour la foi dans son pays se serait sauvé dans les Gaules accompagné de Vénérand, son diacre et son frère par le sang. Poursuivis par Sabinus, le proconsul auquel ils avaient échappé en Italie, ils furent rejoints sur les bords de l’Eure à Acquigny. Là, Sabinus fit trancher la tête de saint Mauxe, de saint Vénérand et de 38 de ses propres soldats que venaient de convertir les paroles et les miracles du saint évêque. L’endroit même où eut lieu le martyre porte encore le nom de Clos Saint-Mauxe. Les chefs de saint Mauxe et saint Vénérand sont conservés dans une châsse reliquaire dans la salle des archives de la mairie.

#### Patrimoine préhistorique
- L'enceinte préhistorique du Château-Robert  Classé MH (1945)[60]. Il s'agit des vestiges d'un important site de fortifications préhistoriques situé sur la rive droite de l'Eure, dominant la commune d'Acquigny.

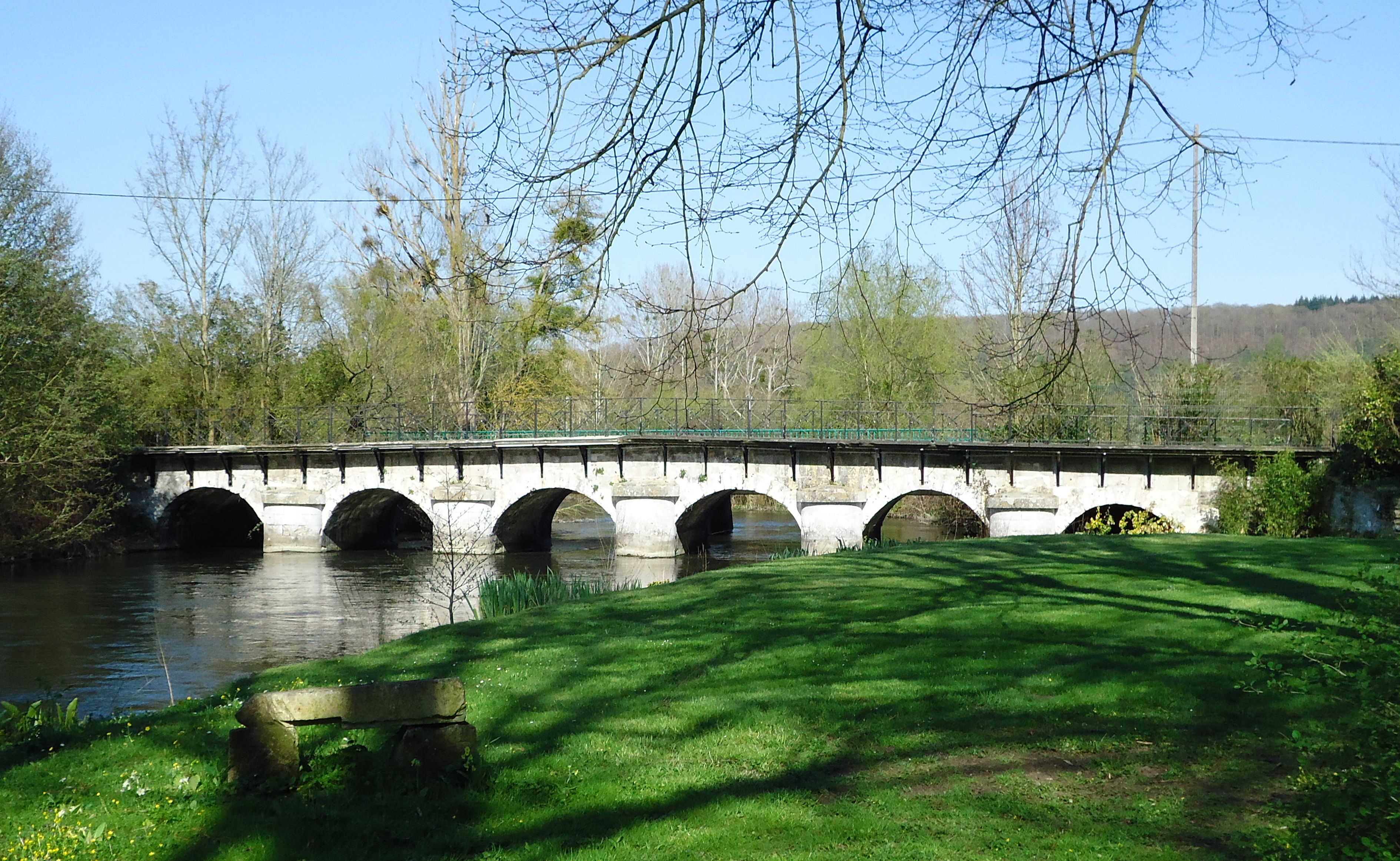
Le pont des Planches.

#### Patrimoine civil
- Le pont des Planches (XVIIIe et XIXe siècles)  Inscrit MH (1925)[61]. Ce pont est situé sur l'Iton, peu avant sa confluence avec l'Eure, au lieu-dit les Planches, sur l'ancienne route royale de Rouen à Orléans.
- Une demeure du XIXe siècle au lieu-dit les Planches[62].
- Deux maisons du XVIIIe siècle[63],[64].
- Une ferme du XVIIIe siècle[65].

#### Patrimoine industriel
- Une filature du XIXe siècle[66].
- Le moulin du Hamel (XIXe siècle) (lieu-dit)[67]. Il est fait mention du moulin à farine en 1584. Sa conversion en moulin à foulon est antérieure à 1735. Les bâtiments sont reconstruits au milieu du XIXe siècle.

### Patrimoine naturel

#### Sites classés
- Le clos Saint-Mauxe  Site classé (1926)[68].
- Le château et le parc  Site classé (1948)[69].
- Le vallon de Becdal  Site classé (1993)[70].

### Personnalités liées à la commune
- Jacques Démoulin (1905-1991), danseur et peintre, a vécu à Acquigny de 1962 à sa mort.

### Héraldique
| Blason de Acquigny | Blason  | Les armes de la ville se blasonnent ainsi : d’azur au lion d’argent lampassé de gueules et accompagné de trois soleils non figurés d’or, au chevronnel abaissé aussi d’argent brochant, à la filière cousue aussi de gueules. |
| Blason de Acquigny | Détails | Création Alain Lecesne. Adopté en octobre 2008. |

### Filmographie
- La scène de télescopage entre deux trains, du film Le Train (The Train) (film américain de John Frankenheimer avec Burt Lancaster, Paul Scofield, Jeanne Moreau) fut tournée en 1964 à l'aide de sept caméras, en gare d'Acquigny.